# Rockopop
Rockopop fue un programa musical emitido en la tarde de los sábados por Televisión Españolapresentado y dirigido por Beatriz Péckerentre 1988 y 1992.
Contó con la presentación también de Teresa Viejo y Paloma Serrano en la sección «La lista de éxitos».

## Formato
Con una duración de entre los 60 y los 90 minutos, dependiendo de la temporada de emisión, el programa se presentaba como un magacín musical. Tomaba el relevo de otros programas emblemáticos del género emitidos por el canal principal de Televisión Española como Tocata, A tope o Aplauso. 

## Artistas invitados
Entre los grupos y cantantes que desfilaron por el plató de Rockopop figuran:
- Solistas españoles: Joaquín Sabina, Miguel Bosé, Luz Casal, Rosario Flores o Tino Casal.
- Grupos españoles: Los Enemigos, Los Ronaldos, Celtas Cortos, Los Ilegales, Danza Invisible, Radio Futura, Tam Tam Go, Un pingüino en mi ascensor, Duncan Dhu, Héroes del Silencio, Gabinete Caligari, Loquillo y los Trogloditas, Cómplices, Olé Olé, Hombres G, Mecano, El último de la fila, Revólver, Barricada o El Norte.
- Solistas extranjeros: Paul McCartney, Mark Knopfler, Joe Cocker, Johnny Cash, Ofra Haza, Matt Bianco, Sam Brown, Glenn Medeiros, Jovanotti, C.C. Catch, Andy Cox, Terence Trent D'Arby, Eric Clapton, Jimmy Somerville, Michael Bolton, Kylie Minogue, Tevin Campbell, Martika o Cyndi Lauper.
- Grupos extranjeros: R.E.M., Eighth Wonder, Level 42, Depeche Mode, Tears for Fears, Milli Vanilli, Bananarama, Europe, Texas, Def Leppard, Black o Army of Lovers.

## Premios
- TP de Oro al Mejor Programa Musical (1988).
- TP de Oro al Mejor Programa Musical (1989).